# Зозівка
Зо́зівка — село в Україні, у Липовецькій міській громаді Вінницького району Вінницької області. Населення становить 470 осіб. Річки — Ревуха та Соб. У селі 6 ставків.

## Історія
Село відоме з XVIII століття [Архівовано 5 березня 2016 у Wayback Machine.]. В 1864 р налічувало 984 мешканців, а в 1972 р - 997 мешканців. [Архівовано 8 червня 2019 у Wayback Machine.]
В січні 1944 р. неподалік села відбулася одна з найбільших танкових битв Другої світової війни, про що свідчить пам'ятний знак на Танковому полі.
Має район Чайківку, яка територіально ближче до с. Зозів. Між цими селами по обидва боки від дороги ростуть старі верби, які, за легендою, посадив пан Зозів, щоб виказати свою прихильність до панни Зозівки. Від їхніх імен села й отримали свої назви.
В селі є церква, школа I–III ступенів, будинок культури, бібліотека, млин. Раніше були спиртовий завод та лазня.
Тут народився генерал-майор Радянської Армії Уліян Маркович Чернишенко.
12 червня 2020 року, відповідно до розпорядження Кабінету Міністрів України № 707-р «Про визначення адміністративних центрів та затвердження територій територіальних громад Вінницької області», увійшло до Липовецької міської громади.
19 липня 2020 року, в результаті адміністративно-територіальної реформи та ліквідації Липовецького району, село увійшло до складу Вінницького району.

## Галерея

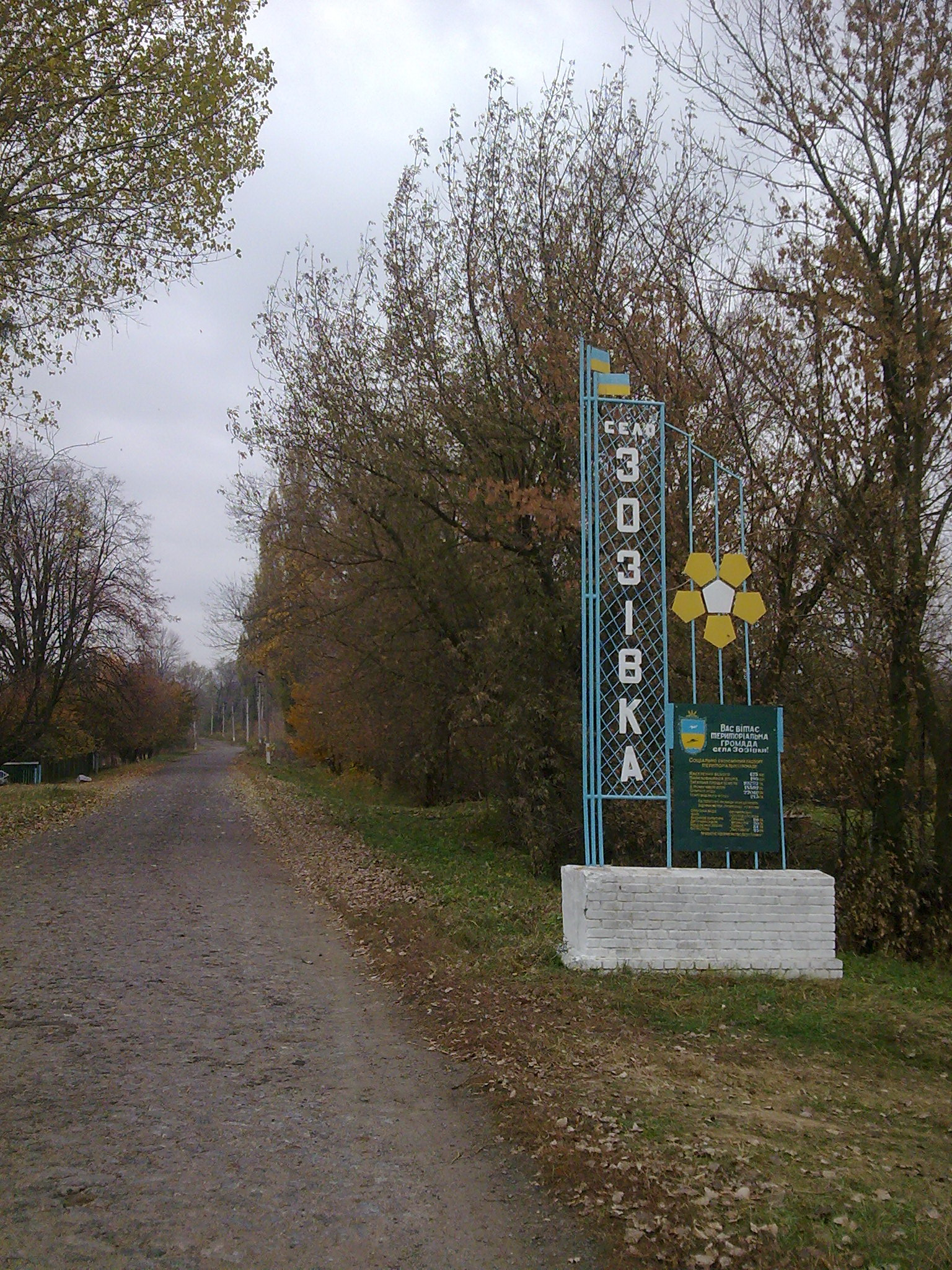
В'їзний знак
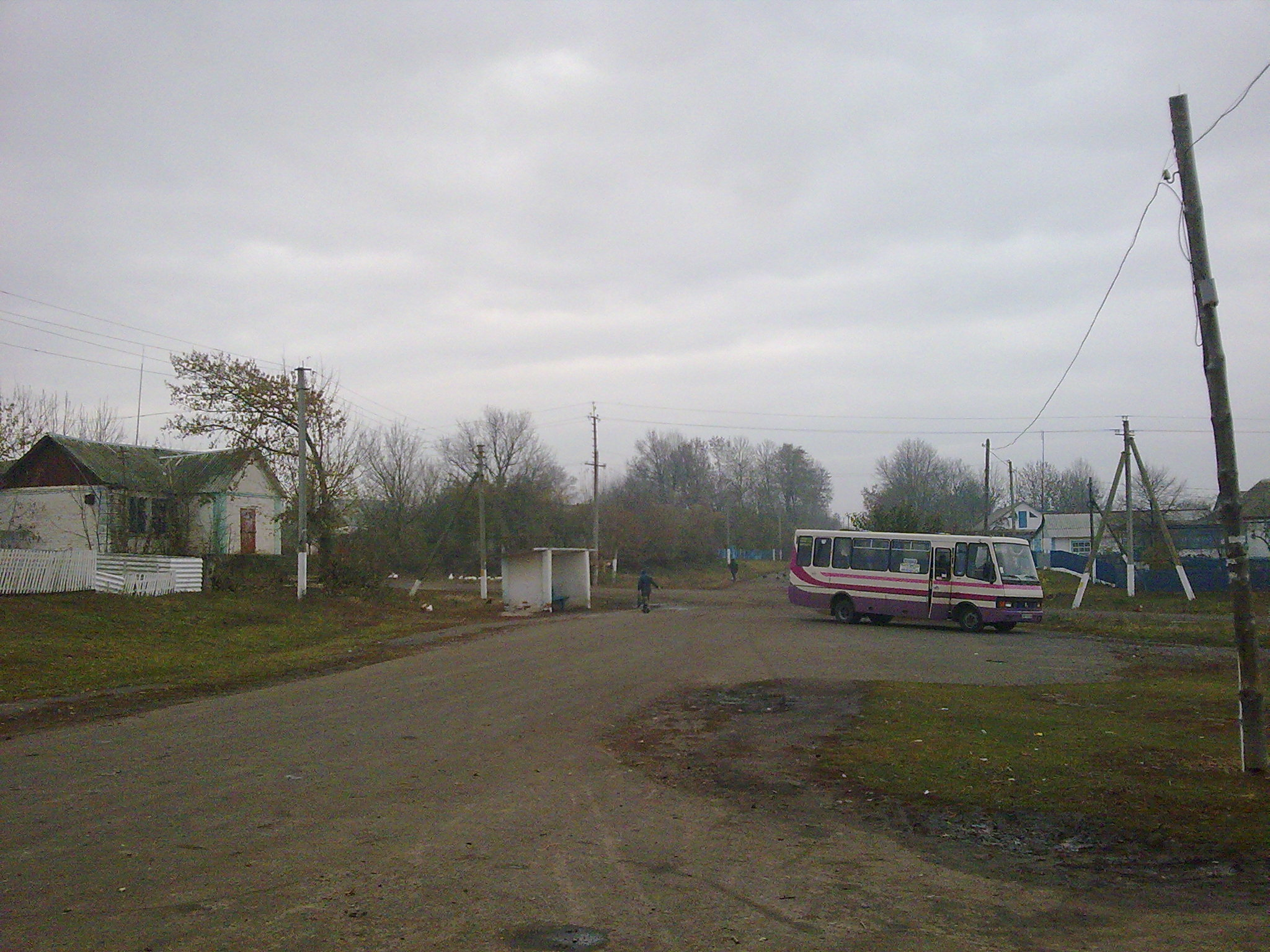
Автобусна зупинка
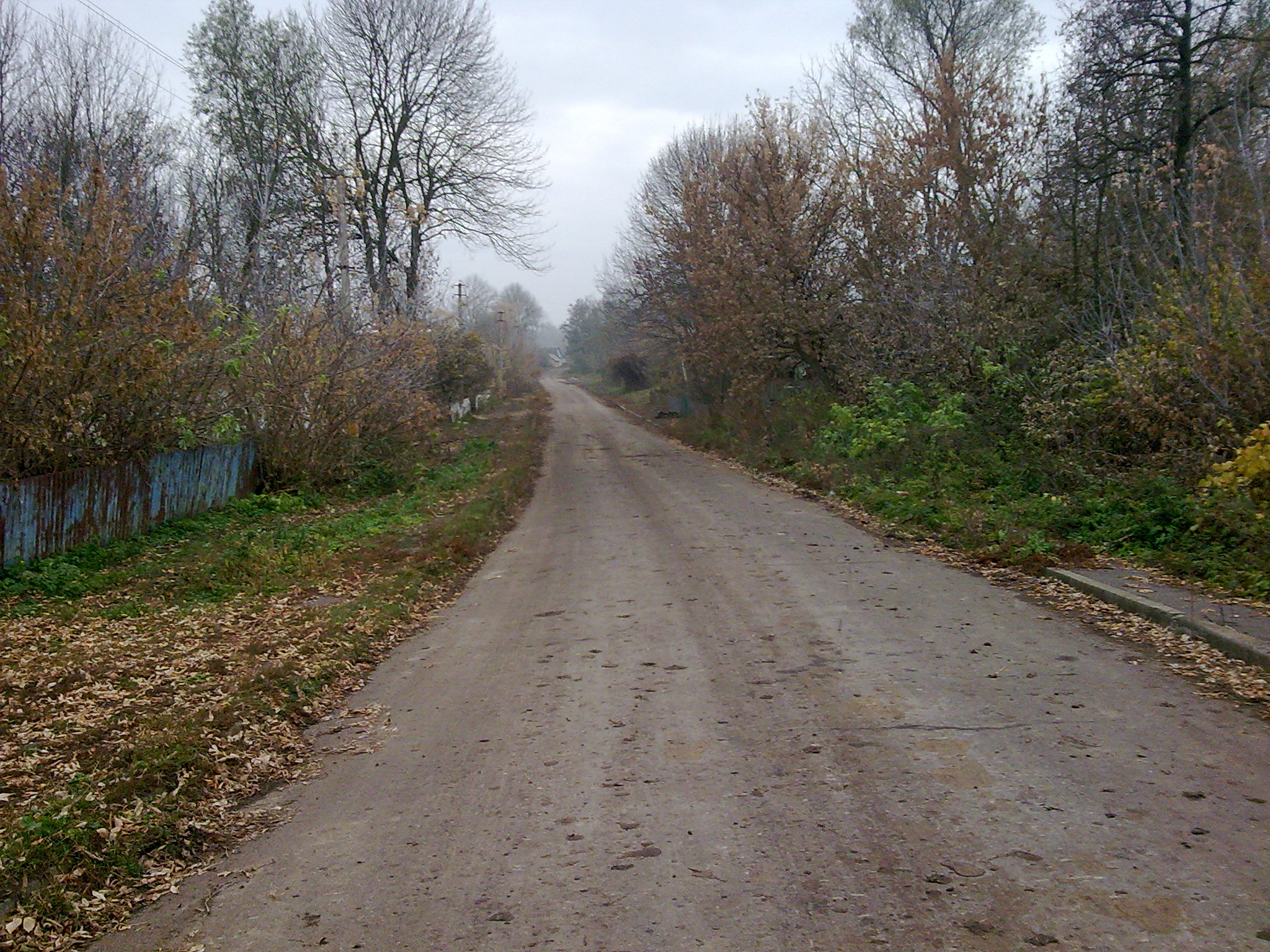
Одна з вулиць села
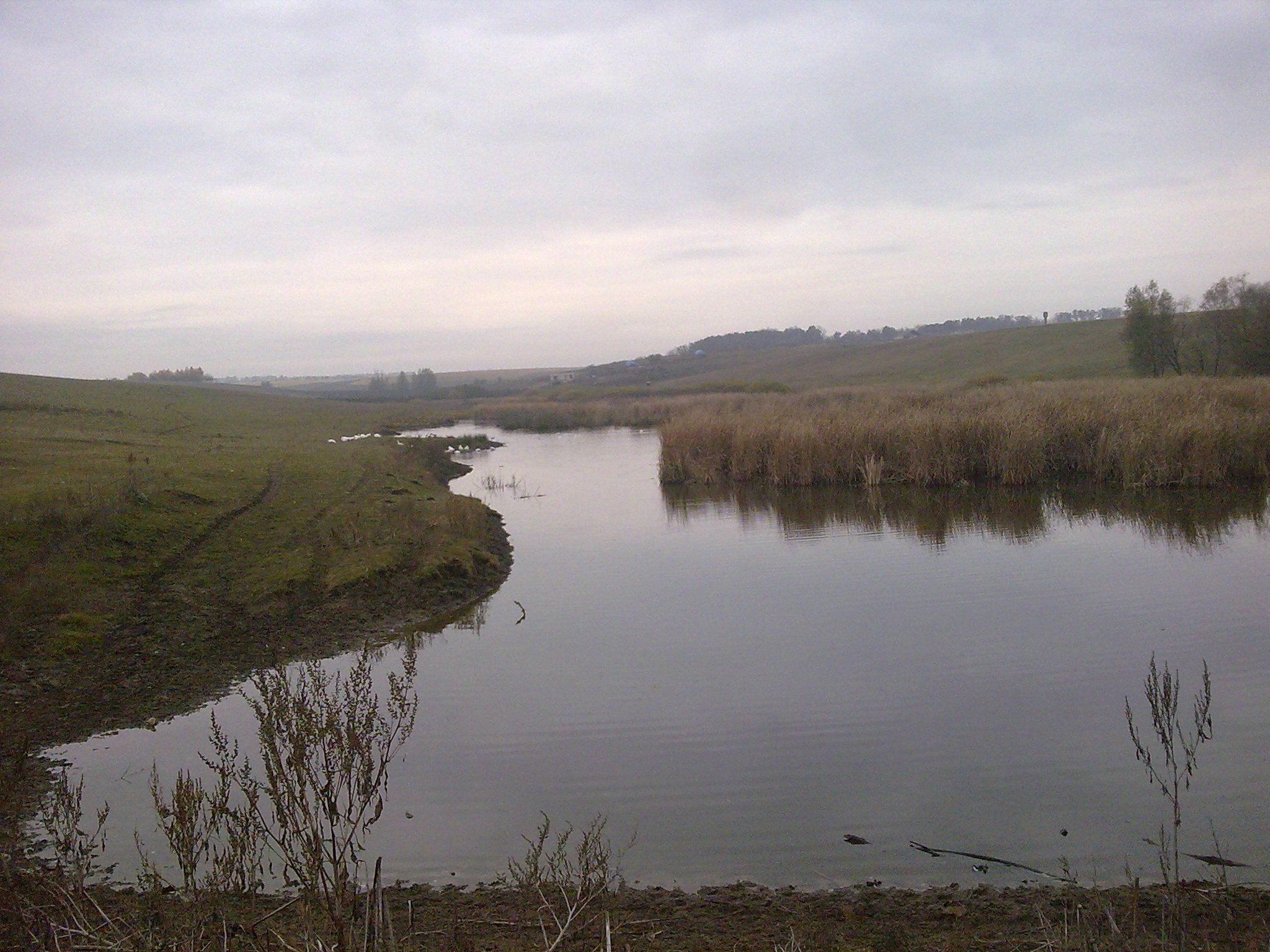
Річка
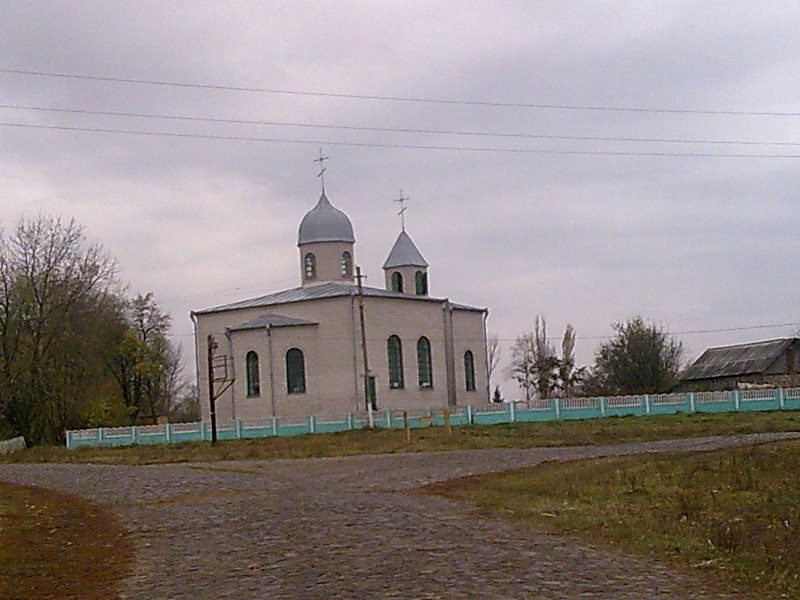
Церква
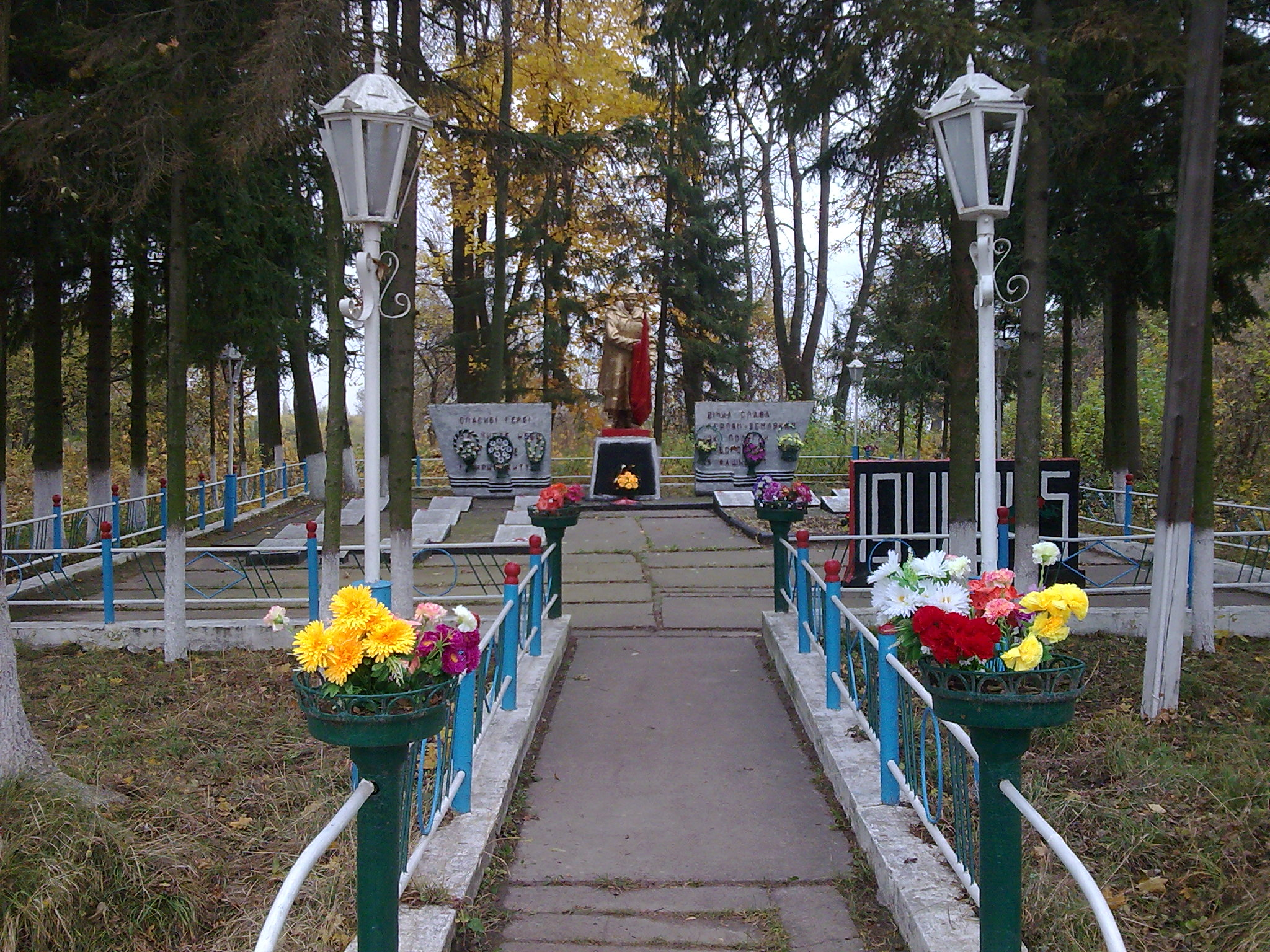
Меморіал воїнам Другої світової війни

.